# Schacontia chanesalis
Schacontia chanesalis är en fjärilsart som beskrevs av Druce 1899. Schacontia chanesalis ingår i släktet Schacontia och familjen Crambidae. Inga underarter finns listade i Catalogue of Life.